# Kościół Aniołów Stróżów w Staroźrebach
Kościół Aniołów Stróżów – rzymskokatolicki kościół parafialny należący do parafii św. Onufrego w Staroźrebach w dekanacie bielskim diecezji płockiej.

## Historia

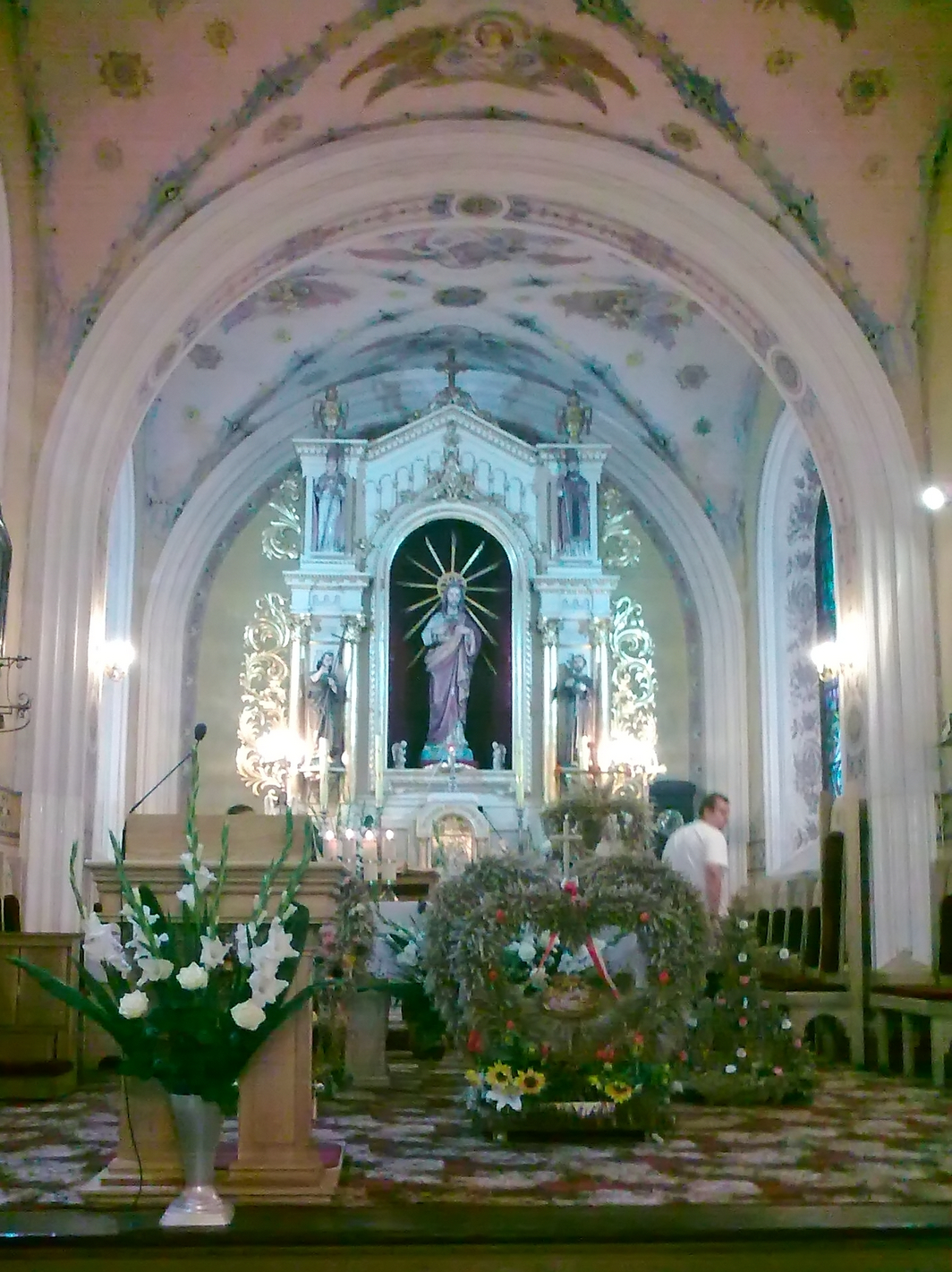
Ołtarz główny

Obecna świątynia (prawdopodobnie czwarta na tym miejscu) została wzniesiona w latach 1855-1858 dzięki staraniom Anieli z Porczyńskich Bromirskiej. Projektantem był Józef Górski. Wieża został dobudowana według planów Wojciecha Wawrzyńca Bobińskiego. Budowla została konsekrowana w 1888 roku przez biskupa Henryka Piotra Kossowskiego. Kościół był restaurowany w latach 1915-1916 i odnawiany w 1924. Uszkodzony został w 1939, a w latach 1942-1945 użytkowany był jako magazyn. Odremontowano go po II wojnie światowej, m.in. dach pokryto blachą.

## Architektura
Kościół jest salowy, na rzucie prostokąta, murowany (ceglany), nieotynkowany, posadowiony na wysokim cokole kamiennym. Prezbiterium jest węższe i niższe od nawy, zamknięte prosto. Od wschodu przylega doń zakrystia, a od zachodu skarbczyk. Od południa dobudowana jest kruchta. Nad częścią południową ulokowana jest, wtopiona w bryłę, czworoboczna wieża, przechodząca u góry w ośmiobok. Pod prezbiterium znajduje się krypta grobowa, a w podziemiach istnieje też magazyn. Zarówno prezbiterium, jak i korpus nawowy kryte są dachami dwuspadowymi. Wieżę wieńczy ostrosłupowy hełm. Elewacja północna zwieńczona jest sygnaturką z dzwonem. 

## Wnętrze
Prezbiterium kryte jest sklepieniem kolebkowo-krzyżowym na profilowanych gurtach, a reszta pomieszczeń, w tym nawa, przykryte są stropami. Jedynie kruchta posiada spłaszczoną kopułę. Nawa oddzielona jest od prezbiterium łukiem tęczowym. Chór wspiera się na dwóch kolumnach. Ściany częściowo pokrywa polichromia architektoniczna z około 1924, którą namalował Władysław Drapiewski.
Ołtarz główny i dwa boczne wykonano w stylistyce baroku około 1860. Organy pochodzą z włocławskiego przedsiębiorstwa Dominika Biernackiego (1924). Witraże zrealizowano w 1970. Oprócz tego we wnętrzu znajdują się XIX-wieczne epitafia. Do zabytków sztuki sakralnej znajdujących się w świątyni należą też: chrzcielnica wykonana z piaskowca z połowy XVII wieku, monstrancja z połowy XIX wieku, relikwiarz z pierwszej połowy XIX wieku oraz ołtarz główny wykonany w latach 60. XIX wieku.

## Galeria

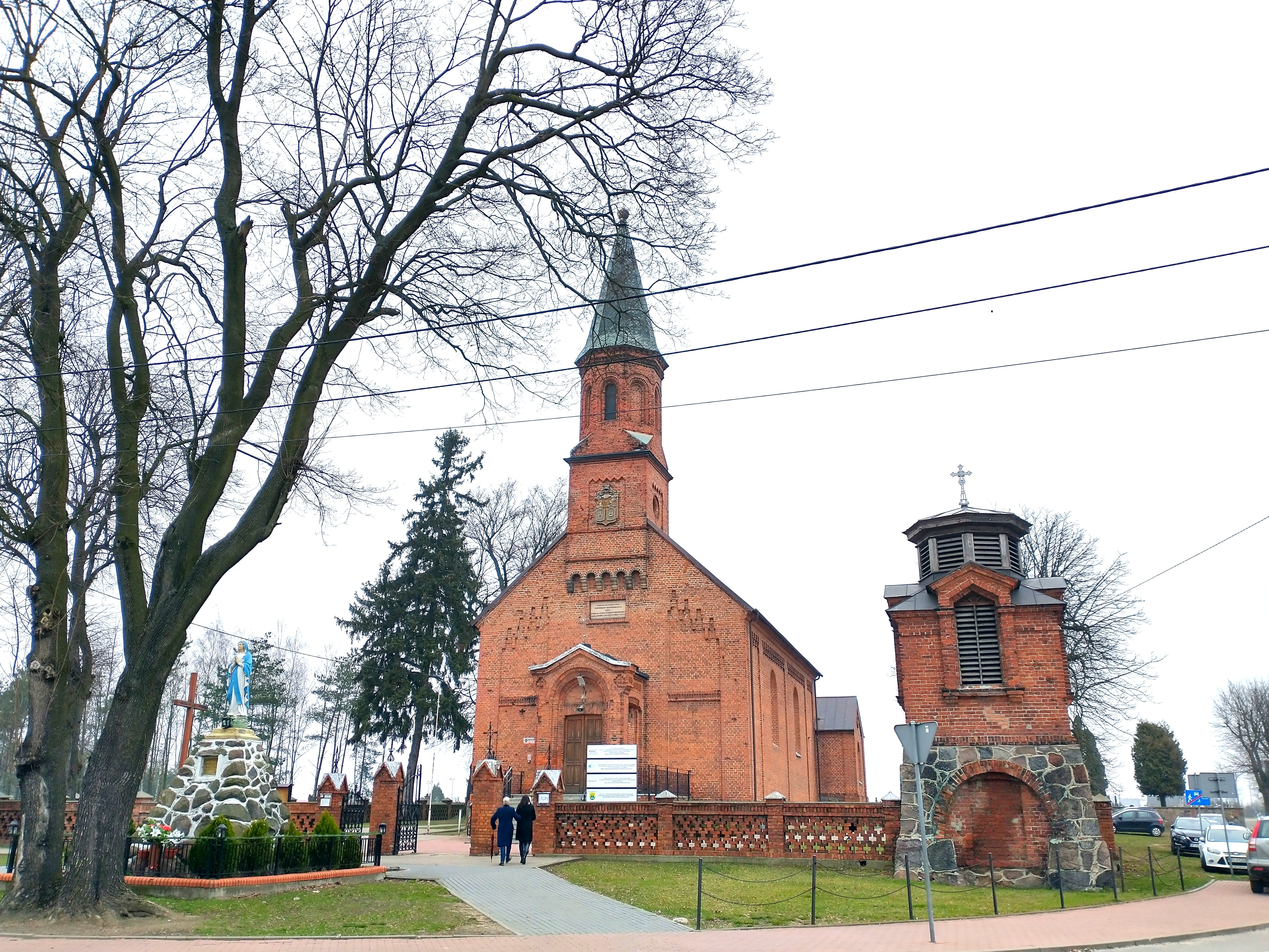
Wzgórze kościelne
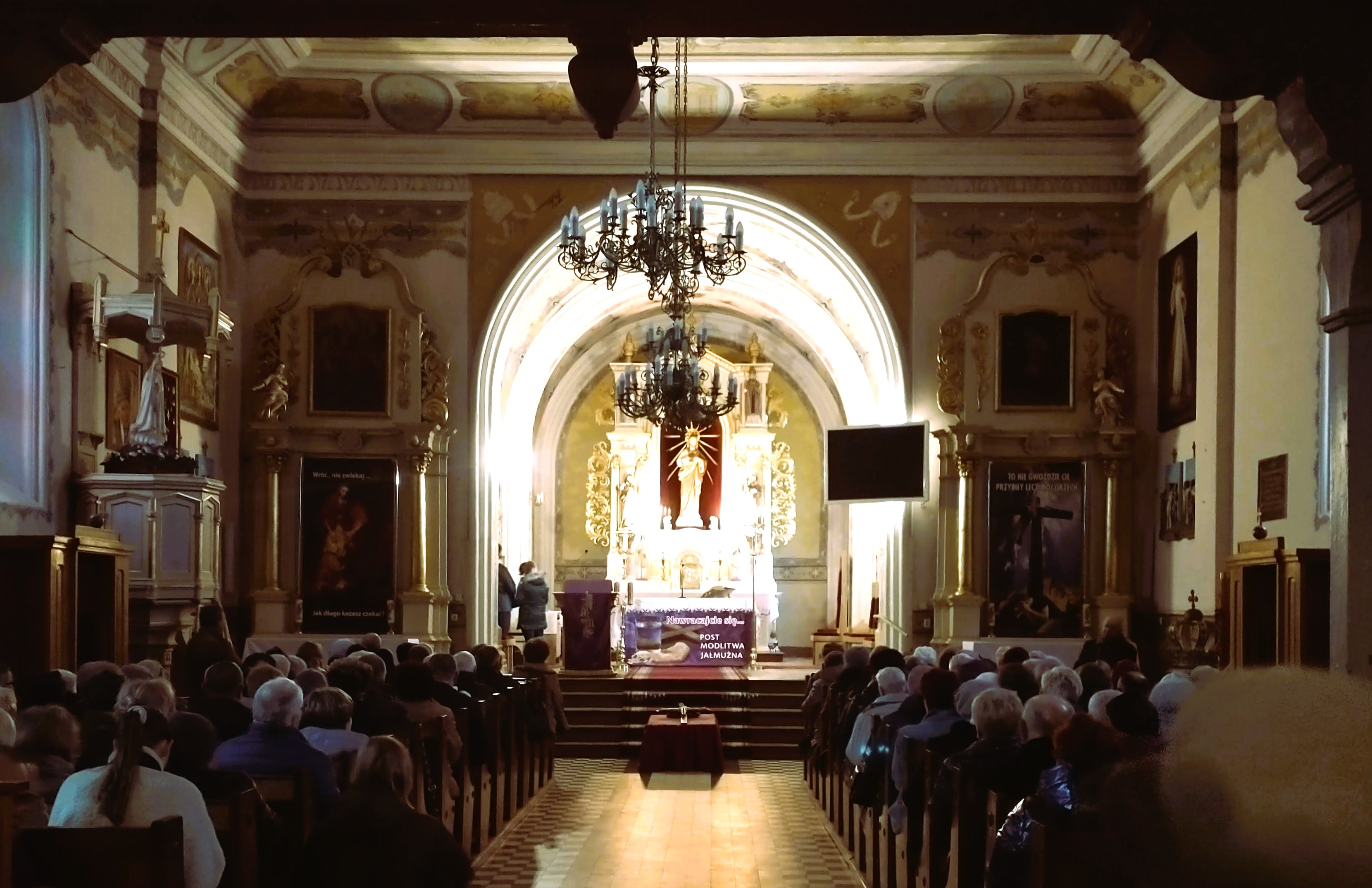
Wnętrze
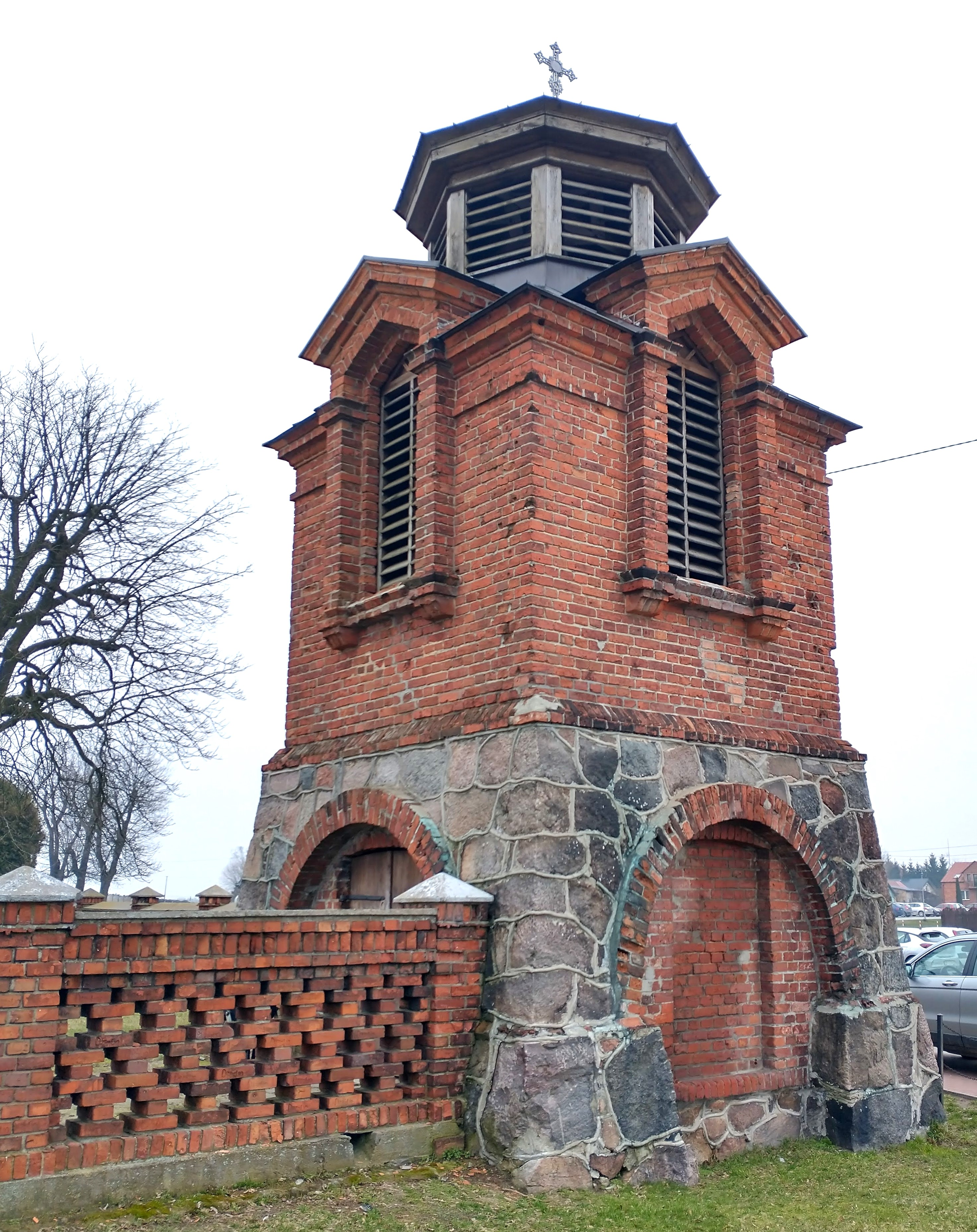
Dzwonnica